# Lixoúri
 (décembre 2023).
Si vous disposez d'ouvrages ou d'articles de référence ou si vous connaissez des sites web de qualité traitant du thème abordé ici, merci de compléter l'article en donnant les références utiles à sa vérifiabilité et en les liant à la section « Notes et références ».
Lixoúri (en grec moderne : Ληξούρι, katharévousa : Ληξούριον) est une ville de l’île grecque de Céphalonie. Sa population est approximativement de 9 800 habitants. Elle est située à 100 km à l’ouest de Patras. La ville a été presque complètement détruite par un violent séisme en 1953. Elle faisait partie du dème (municipalité) de Palikí jusqu'à la suppression de celui-ci lors de la réforme Kallikratis (2010).

## Lieux et monuments
- Monument Laskarátos (sur la promenade)
- Bibliothèque et musée Iakovátios

## Personnalités liées à la ville
- Élie Meniates (1669-1714), savant universel
- Vikentios Damodos (1700-1759), philosophe
- Angelo Zulatti (1732-1798)
- Giovanni Francesco Zulatti (1762-1805)
- Andréas Laskarátos (1811-1901), poète
- Georgios Bonanos (1863-1940), sculpteur
- Spyrídon Marinátos (1901-1974), archéologue
- Antíochos Evangelátos (en) (1903-1981), maestro
- Dionýsios Zakythinós (1905-1993), byzantiniste
- Andréas Voutsinás (1932-2010), acteur et metteur en scène
- Élie Miniatis (1669-1714), écrivain et prédicateur grec